# Sexuell übertragbare Erkrankung

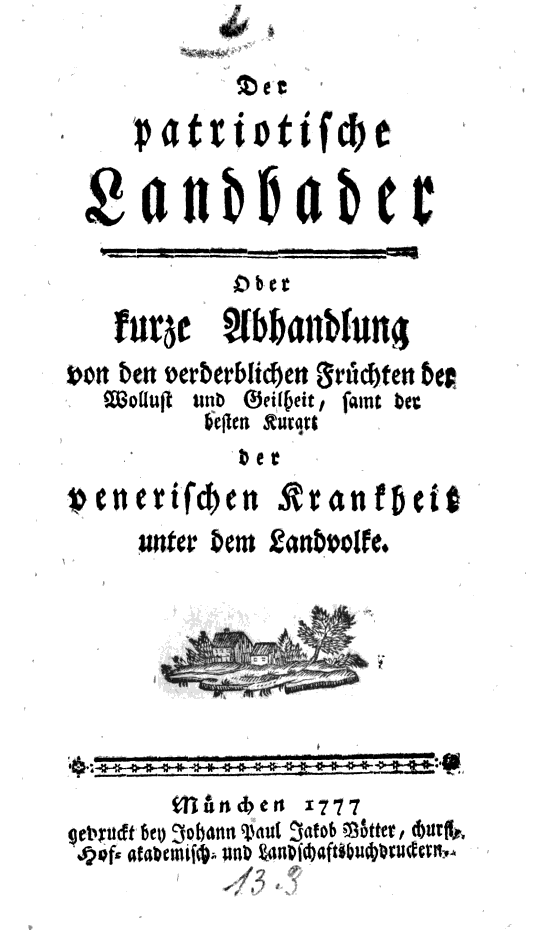
Die „venerische Krankheit“ war häufig synonym mit Syphilis

Sexuell übertragbare Erkrankungen, auch englisch sexually transmitted diseases (STD) oder sexually transmitted infections (STI) genannt, sind Krankheiten, die durch Geschlechtsverkehr übertragen werden können. Sie können von Viren, Bakterien, Pilzen, Protozoen und parasitischen Arthropoden verursacht werden.
Geschlechtskrankheiten oder Venerische Krankheiten (englisch kurz VD für venereal diseases; früher auch venerische Leiden genannt) im engeren Sinn oder Venerea (Wortherkunft siehe Venerologie) werden überwiegend durch Geschlechtsverkehr übertragen. Es gibt sie beim Menschen und bei Tieren. Bei Tieren werden sie tiermedizinische Deckseuchen genannt. Für sexuell übertragbare Erkrankungen besteht bzw. bestand für die behandelnden Ärzte eine gesetzliche Meldepflicht an die zuständige Behörde (in Deutschland Gesundheitsamt bzw. Veterinäramt). In der Humanmedizin wird lediglich das Auftreten des Krankheitsfalles gemeldet, jedoch nicht der Name der erkrankten Person, denn die Patientenakte unterliegt in jedem Falle dem Datenschutz.
Deutschlands medizinische Fachgesellschaft für den Bereich sexuell übertragbarer Erkrankungen ist die Deutsche STI-Gesellschaft (DSTIG), die 1902 unter dem Titel Deutsche Gesellschaft zur Bekämpfung der Geschlechtskrankheiten (DGBG) gegründet wurde.

## Übersicht
Der Gelehrte und Übersetzer Adelard von Bath (* um 1070; † um 1152) schrieb in einem seiner Werke, dass eine Ansteckung mit Krankheiten durch Geschlechtsverkehr möglich ist.
Er beschrieb 1111 eine ansteckende Elephantiasis, die „durch eine klinisch gesunde puella publica“ (Prostituierte) „verbreitet worden sein soll“.
Die erst seit dem Ende des 15. Jahrhunderts in Europa in größerem Umfang beachteten „klassischen Geschlechtskrankheiten“ (Syphilis, Gonorrhoe, Ulcus molle und Lymphogranuloma venereum) hatten im 20. Jahrhundert nur mehr geringe Bedeutung, da sie selten geworden waren.
Wesentlich bedeutender – und teilweise wesentlich schwerer zu behandeln – sind momentan: HIV-Infektion und der dadurch erworbene Immundefekt AIDS, Hepatitis B, Herpes genitalis, Infektionen mit Chlamydien und Trichomonaden-Infektionen mit Trichomonas vaginalis, Filzlausbefall, und die Infektion mit bestimmten (so genannten „high risk“) Humanen Papillomviren (HP-Viren, HPV), von denen einige die Entstehung von Gebärmutterhalskrebs verursachen können. So sind heute in Deutschland ca. 100.000 Frauen durch unbehandelte chlamydienbedingte Infektionen ungewollt kinderlos, und es versterben an Hepatitis B jährlich mehr Menschen als an den anderen sexuell übertragbaren Erkrankungen zusammengenommen – eine Tatsache, der heute mit der Impfung gegen Hepatitis B im Säuglings- bzw. Kindesalter entgegengetreten wird. Seit 2006 gibt es auch eine Impfung gegen die „high-risk“-HP-Viren, von der man sich ein deutliches Absinken der Häufigkeit des Gebärmutterhalskrebses erhofft.
| Sexuell übertragbare Krankheit: | Erreger:                                                                            |
| | Viren:                                                                              |
| HIV-Infektion (kann zum Vollbild AIDS führen) | HIV-1 und HIV-2                                                                     |
| Condylomata acuminata (Feigwarzen, Viruswarzen der Schleimhaut) und Buschke-Löwenstein-Tumor                                                                | HPV Typ 6 und 11 („low risk“)                                                       |
| Condylomata plana (werden je nach Lokalisation als CIN, VIN, VAIN, AIN und PIN bezeichnet)                                                                  | HPV Typ 6 und 11 („low risk“) sowie 16, 18 und 31 („high risk“)                     |
| Cervikale intraepitheliale Neoplasie (CIN): kann zu Gebärmutterhalskrebs (Zervixkarzinom) führen                                                            | HPV Typ 16, 18 und 31 („high risk“)                                                 |
| Bowenoide Papulose, meistens bei Männern als Penile intraepitheliale Neoplasie (PIN, Viruswarzen des Penis): kann zu Erythroplasie und Peniskarzinom führen | HPV, fast ausschließlich Typ 16 („high risk“)                                       |
| Vulväre intraepitheliale Neoplasie (VIN, Viruswarzen der Vulva)                                                                                             | HPV Typ 16, 18 und 31 („high risk“)                                                 |
| Vaginale intraepitheliale Neoplasie (VAIN, Viruswarzen der Scheidenschleimhaut)                                                                             | HPV Typ 16, 18 und 31 („high risk“)                                                 |
| Anale intraepitheliale Neoplasie (AIN, Viruswarzen des Anus)                                                                                                | HPV Typ 16, 18 und 31 („high risk“)                                                 |
| Morbus Heck (Viruswarzen der Mundschleimhaut) | HPV Typ 13 und 32 („low risk“)                                                      |
| Molluscum contagiosum (Dellwarze) | Molluscum-contagiosum-Virus                                                         |
| Hepatitis A (durch oro-analen Kontakt) | HAV                                                                                 |
| Hepatitis B (Hepatitis D) | HBV (HDV)                                                                           |
| Hepatitis C | HCV                                                                                 |
| Herpes genitalis | HSV                                                                                 |
| Zytomegalie | CMV                                                                                 |
| | Bakterien:                                                                          |
| Chlamydiose | Chlamydien insbes. Chlamydia trachomatis                                            |
| Syphilis (Lues venerea) | Treponema pallidum                                                                  |
| Gonorrhoe (Tripper) | Neisseria gonorrhoeae                                                               |
| Ulcus molle (weicher Schanker) | Haemophilus ducreyi                                                                 |
| Granuloma inguinale | Klebsiella granulomatis (früher Donovania granulomatis)                             |
| Lymphogranuloma venereum | Chlamydia trachomatis, Serotypen L1 bis L3                                          |
| Aszendierende Okulogenitale Chlamydieninfektion | Chlamydia trachomatis, Serotypen D bis K                                            |
| Urogenitale Mykoplasmeninfektion siehe: Ureaplasma urealyticum und Mycoplasma genitalium                                                                    | genitale Mycoplasmen                                                                |
| Bakterielle Vaginose | aerobe Bakterien                                                                    |
| Durchfall (durch oro-analen Kontakt) | Darmbakterien: Shigella-, Salmonella-, Campylobacter-Arten                          |
| | Pilze:                                                                              |
| Candidose (Candidiasis) | Candida albicans                                                                    |
| | Urtierchen (Protozoen):                                                             |
| Trichomoniasis | Trichomonas vaginalis                                                               |
| Durchfall (durch oro-analen Kontakt) | Protozoen des Darmes: Giardia lamblia, Entamoeba histolytica, Cryptosporidium-Arten |
| | Gliedertiere (Arthropoden):                                                         |
| Filzlausbefall (Schamlausbefall, Pediculosis pubis) | Filzlaus (Schamlaus, Phthirus pubis)                                                |
| Krätze (Scabies) | Krätzemilbe (Sarcoptes scabiei)                                                     |

Teilweise aus:

## Meldepflicht
- In Deutschland besteht eine Meldepflicht nach § 7 Infektionsschutzgesetz[5] für HIV (nichtnamentlich) an das Robert Koch-Institut (RKI).[6] Für Syphilis besteht eine Meldepflicht für die anonymisierten Daten der Erkrankungsfälle an das Robert Koch-Institut.[4]
- In Österreich besteht (nach: Absonderungsverordnung von 1915, Epidemiegesetz von 1950, Geschlechtskrankheitengesetz, AIDS-Gesetz, BGBl 345/1993) eine Meldepflicht für AIDS (nicht für die alleinige HIV-Infektion), Syphilis, Gonorrhoe, Ulcus molle und Lymphogranuloma venereum.[7][8]

## Experten
Die Venerologie und die Infektiologie beschäftigen sich mit sexuell übertragbaren Krankheiten.
Zuständige Fachärzte für die meisten sexuell übertragbaren Krankheiten sind
- der Facharzt für Haut- und Geschlechtskrankheiten,
- der Urologe und
- der Gynäkologe (Frauenarzt).
- der Facharzt für Mikrobiologie, Virologie und Infektionsepidemiologie

Experten relevanter Fachbereiche, einschließlich Epidemiologie und Sozialwissenschaften, haben sich in Deutschland in der Deutschen STI-Gesellschaft (DSTIG) zusammengeschlossen. Die DSTIG organisiert öffentliche Fachkongresse und Fortbildungsveranstaltungen. Der erste internationale Kongress zur Bekämpfung der Geschlechtskrankheiten fand 1899 in Brüssel statt.

## Häufigkeit

### Weltweit
| Erkrankung            | 1990      | 2020 |
| --------------------- | --------- | ---- |
| Trichomoniasis        | 170       | 156  |
| Chlamydien            | 50        | 128  |
| Gonorrhoe             | 25        | 82   |
| Syphilis              | 4         | 7,1  |
| HIV                   | 40 (2000) | 1,5  |
| Humanes Papillomvirus | 30        | –    |
| Herpes genitalis      | 20        | –    |
| Hepatitis B           | 2         | 1,5  |
| Hepatitis C           | –         | 1,5  |

### In Europa
Die Häufigkeit sexuell übertragener Infektionen hat nach einem Nadir in den 1990er Jahren wieder zugenommen. Insbesondere Gonorrhoe, Syphilis und Chlamydien-Infektionen haben in Ländern mit hohem Einkommen und bei homosexuellen Männern zugenommen. Ein Grund für die Zunahme ist die Resistenzentwicklung z. B. der Gonokokken gegen Antibiotika. Das gilt auch für nicht klassische STIs wie Shigellen. Auch neu entdeckte Erreger wie zum Beispiel das Zika-Virus tragen zum Anstieg bei. Hinzu kommt die Ausbreitung spezieller Sexualpraktiken wie Chemsex (Steigerung des Sexualerlebens durch Drogen).
Da die Bevölkerung die HIV-Infektion immer noch als Problem von Randgruppen sieht, betrachten viele Menschen diese als kalkulierbares Risiko und geschützter Geschlechtsverkehr mit Kondom wird wieder mehr als Mittel zur Empfängnisverhütung und weniger zur Verhütung von Ansteckungen mit Geschlechtskrankheiten angesehen.
Daher stieg nach jüngsten Erhebungen z. B. in England die Zahl der Syphilis-Erkrankungen binnen weniger als sechs Jahren um das 13fache, die Fälle von Gonorrhoe nahmen um 86 Prozent zu, die Zahl der Chlamydia-Infektionen verdoppelte sich. In den Niederlanden verzeichneten die Gesundheitsbehörden binnen zwölf Monaten eine Syphilis-Zunahme um 80 Prozent. In Deutschland verdoppelte sich die Zahl der Syphilis-Erkrankungen zwischen 2000 und 2002 auf rund 2.300 Fälle. Alle Bundesländer verzeichnen dabei einen Anstieg, wobei die Ballungsgebiete und Großstädte wie Berlin, Hamburg, München, Frankfurt und Köln besonders betroffen sind. Mehr als 85 Prozent der Neuinfizierten sind Männer, vor allem in der Altersgruppe von 25 bis 39 Jahren. Am höchsten ist die Zunahme der Neuinfektionen bei homosexuellen Männern.
Nach dem Ende des Kommunismus in Osteuropa wurden die „klassischen Geschlechtskrankheiten“ in den ehemaligen Ostblockstaaten wieder sehr häufig, was sich auch mit mehr Erkrankungsfällen in deren Nachbarländern auswirkt.
Bei den in Untersuchungen vernachlässigten höheren Altersgruppen ab 45 Jahren stieg die Infektionsrate laut einer 2008 veröffentlichten Studie aus dem Vereinigten Königreich ebenfalls.
Im März 2024 teilte das Europäische Zentrum für die Prävention und die Kontrolle von Krankheiten mit, dass im Jahr 2022 in der Europäischen Union und im Europäischen Wirtschaftsraum die Zahl der Gonorrhoefälle auf 70.881 gemeldete Fälle anstieg, das sind 48 Prozent mehr als im Vorjahr. Die Syphilis nahm im selben Zeitraum um 34 Prozent auf 35.391 Fälle zu. Bei Chlamydien betrug die Fallzunahme 16 Prozent auf 216.508 Meldungen. Auch die Fälle von Lymphogranuloma venereum und kongenitaler Syphilis (Übertragung von der Mutter auf den Fötus) haben erheblich zugenommen.

### In Deutschland
| Sexuell übertragbare Krankheit | Anzahl der Neumeldungen an das RKI 2019 | Anzahl der Neumeldungen an das RKI 2020 | Anzahl der Neumeldungen an das RKI 2021 | Anzahl der Neumeldungen an das RKI 2022 |
| ------------------------------ | --------------------------------------- | --------------------------------------- | --------------------------------------- | --------------------------------------- |
| Hepatitis B                    | 9.073                                   | 6.915                                   | 8.547                                   | 16.144                                  |
| Hepatitis C                    | 5.977                                   | 4.551                                   | 4.762                                   | 7.919                                   |
| Syphilis                       | 7.934                                   | 7.410                                   | 6.745                                   | 8.305                                   |
| HIV                            |                                         | 2.468                                   | 2.258                                   | 3.239                                   |
| Resistente Gonorrhoe (Tripper) |                                         |                                         | 397                                     | 701                                     |
| Shigellose                     | 302                                     | 47                                      | 42                                      | 146                                     |

## Prävention
Zur Prävention gilt Safer Sex als allgemeine Empfehlung. Auch unter größtmöglichen Sicherheitsvorkehrungen kann eine Ansteckung nicht ausgeschlossen werden, wenn einer der Partner – möglicherweise ohne es zu wissen – eine Infektion hat. Eine bedeutende Rolle für das Risiko einer Ansteckung durch Intimkontakt spielen häufige Partnerwechsel. Die Verbreitung der meisten sexuell übertragbaren Krankheiten kann durch den Gebrauch von Kondomen signifikant eingedämmt werden. Einige STI können jedoch auch oral und durch Schmierinfektion übertragen werden. Es besteht die Möglichkeit sich ohne Symptome ärztlich auf sexuell übertragbare Erkrankungen untersuchen zu lassen (Screening). Die Bundeszentrale für gesundheitliche Aufklärung empfiehlt, „schon bei Verdacht auf ein Infektionsrisiko ärztlichen Rat einzuholen“. Somit steht in Deutschland jedem die Möglichkeit offen, sich vor dem ersten Intimkontakt mit einem neuen Partner von einem Arzt untersuchen und erforderlichenfalls behandeln zu lassen und beim Gesundheitsamt kostenlos und anonym einen HIV-Test zu machen.
Eine Impfung verringert das Risiko einer Infektion mit Hepatitis B und ihren Folgen. Die Ständige Impfkommission (STIKO) empfiehlt die Grundimmunisierung gegen Hepatitis B im Rahmen der Kindervorsorgeuntersuchung U4. Als Prophylaxe gegen Humane Papillomviren (HPV) empfiehlt die STIKO eine Grundimmunisierung mit HPV-Impfstoff im Alter von 9–13 Jahren.

## Prävention durch Information

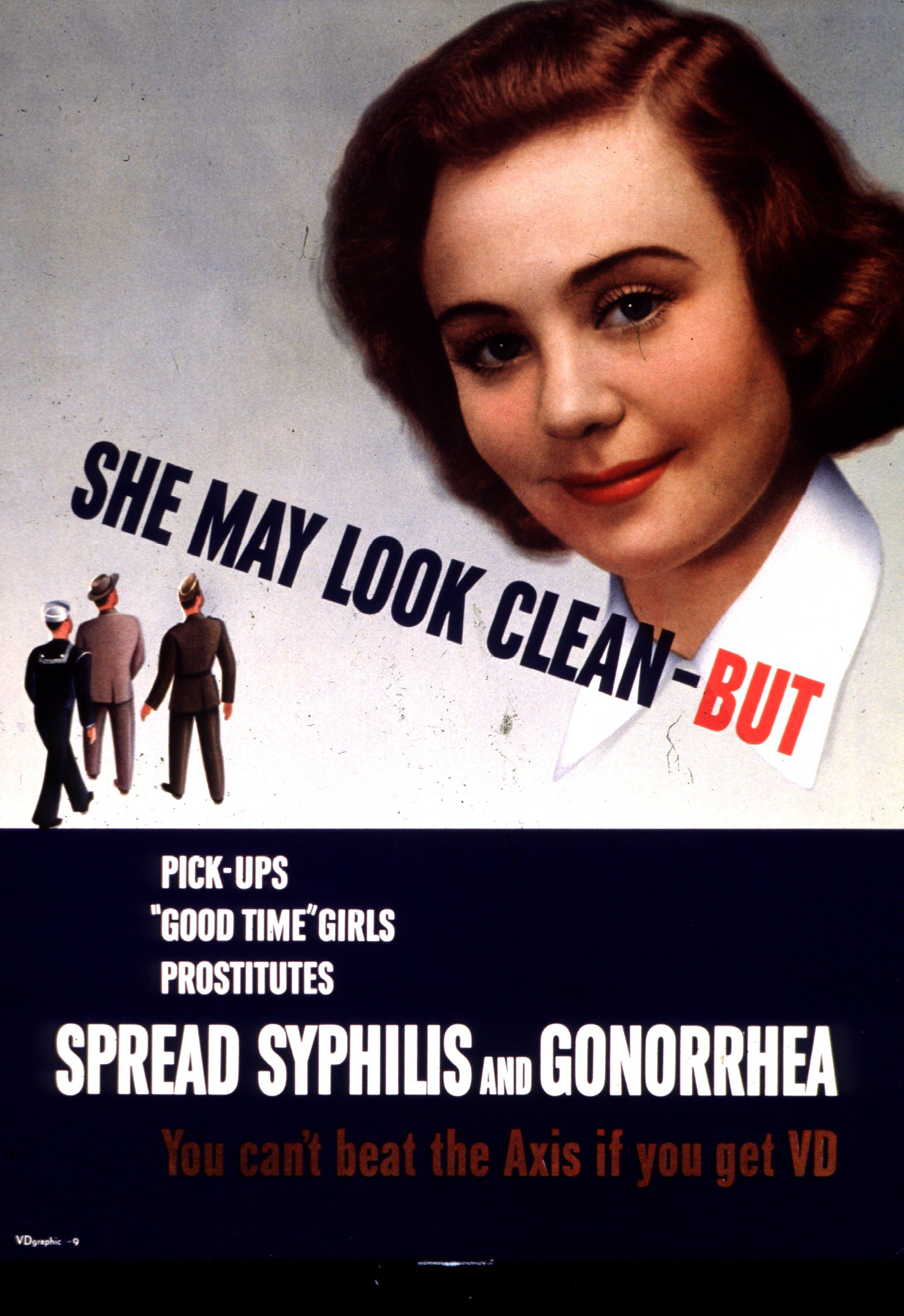
An Soldaten gerichtetes US-amerikanisches Plakat aus der Zeit des Zweiten Weltkrieges. Die Soldaten sollten über die Botschaft „Ihr könnt die Achsenmächte nicht besiegen, wenn ihr euch mit Geschlechtskrankheiten infiziert“ (You can’t beat the Axis if you get VD) motiviert werden, aus Patriotismus auf die Verhütung von sexuell übertragbaren Erkrankungen zu achten. Bilder von hübschen Frauen wurden damals häufig als Blickfang für derartige Plakate benutzt.

Durch frühzeitige Information an Schulen und öffentliche Werbekampagnen („Kondome schützen“), soll ein verantwortungsvoller Umgang mit den Gefahren sexuell übertragbarer Krankheiten gefördert werden.

## Therapie
Durch die Einführung von Antibiotika ist bei den vielen dieser Erkrankungen eine erfolgreiche Behandlung möglich, besonders wenn sie frühzeitig erkannt werden (die HIV-Infektion bildet eine Ausnahme). Bei Gonorrhoe stellt die rasch zunehmende Resistenz gegen Antibiotika eine wachsende Bedrohung dar. Das Screening mit frühzeitiger Diagnose von Menschen mit STIs und ihren Sexualpartnern bietet laut WHO die beste Möglichkeit für eine wirksame Behandlung und für die Verhinderung von Komplikationen und weiterer Übertragung. Allerdings müssen die vom Facharzt verordneten Medikamente von beiden Partnern gleichzeitig angewendet werden, um eine Reinfektion durch den Ping-Pong-Effekt zu verhindern.